# Стадион Парк Переира
Стадион Парк Переира (шп. Parque Pereira) је био стадион у Монтевидеу, главном граду Уругваја. Изграђен је и употребљаван за Првенство Јужне Америке у фудбалу 1917. године. Био је један од првих стадиона у Јужној Америци с капацитетом од 40.000 места. Налазио се непосредно поред данашњег стадиона Сентенарио.

## Историја
Парк Переира је грађен под надзором Националне комисије за физичку културу Уругваја (National Commission of Physical Education of Uruguay). Први фудбалски меч на стадиону одигран је између Пењарола и Насионала из Монтевидеа 28. октобра 1917. године. Утакмици је присуствовало 20.000 гледалаца. Насионал је победио с резултатом 4 : 2.
Рекорд по броју гледалаца, 40.000, постављен је на финалној утакмици Првенства Јужне Америке 1917. између репрезентација Уругваја и Аргентине. Ту је Уругвај освојио своју другу титулу првака Јужне Америке. Последња утакмица одиграна на овом стадиону била је 2. маја 1920. године, поново између Пењарола и Насионала. Те године је стадион срушен, а на том месту су саграђене атлетске стазе.